# Stéphane Diagana
Stéphane Diagana (* 23. Juli 1969 in Saint-Affrique) ist ein ehemaliger französischer Hürdenläufer, der 1997 Weltmeister über seine Spezialdisziplin 400 Meter Hürden wurde und 2003 einen zweiten WM-Titel mit der 4-mal-400-Meter-Staffel gewann. Bis 2019 hielt er den Europarekord über die Hürdenstrecke. Diagana ist Alumnus der ESCP Europe Business School.

## Karriere
Bei den Olympischen Spielen 1992 in Barcelona wurde er Vierter. Am 7. Juli 1995 stellte er in Lausanne einen neuen Europarekord von 47,37 s auf.
Bei Weltmeisterschaften gewann er drei Einzelmedaillen. 1995 in Göteborg wurde er Dritter, 1997 in Athen gewann er den Titel und 1999 in Sevilla wurde er Zweiter.
Mit der Staffel wurde Diagana bei den Europameisterschaften 1994 Zweiter, über 400 Meter Hürden gewann er Bronze. Bei den Europameisterschaften 2002 wurde er dann über die Hürdenstrecke Europameister.
Bei den Weltmeisterschaften 2003 kam die französische 4-mal-400-Meter-Staffel in der Besetzung Leslie Djhone, Naman Keïta, Stéphane Diagana und Marc Raquil auf den zweiten Platz hinter der US-Staffel. Wegen der Doping-Affäre um den US-Amerikaner Calvin Harrison wurde die französische Staffel nachträglich zum Weltmeister erklärt.
Diagana lief den New-York-City-Marathon 2005 in 3:07:40 h, knapp hinter Laurent Jalabert, der 2:55:15 h benötigte.
Er ist Alumnus der ESCP Europe Business School.